# The Land of Long Shadows
The Land of Long Shadows est un film américain réalisé par W. S. Van Dyke, sorti en 1917.

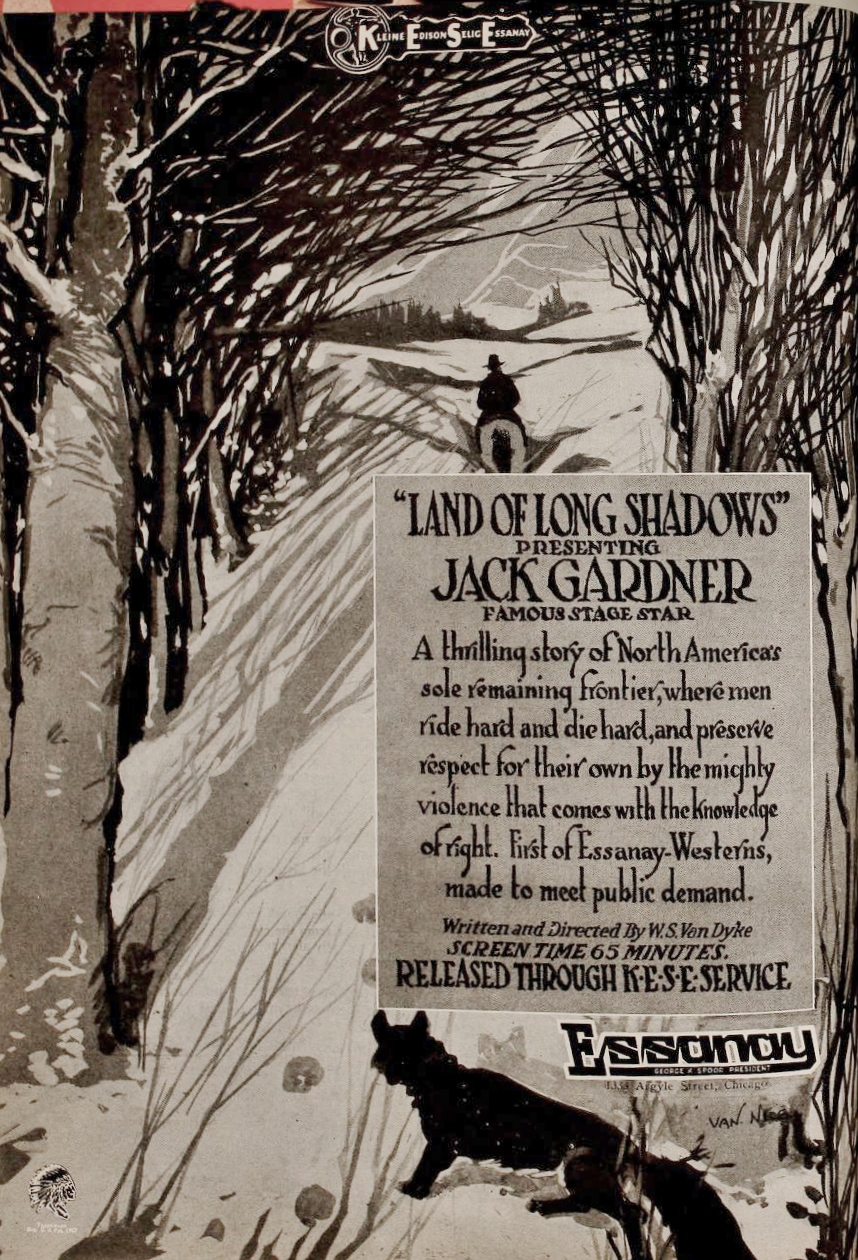
Affiche du film.

C'est le premier film réalisé par Van Dyke, qui deviendra par la suite réalisateur attitré de la Metro-Goldwyn-Mayer.

## Fiche technique
- Réalisation : W. S. Van Dyke
- Scénario : W.S. Van Dyke
- Production : Essanay Studios
- Distributeur : K-E-S-E Service
- Durée : 50 minutes
- Date de sortie : 18 juin 1917

## Distribution
- Jack Gardner : Joe Mauchin
- Ruth King : Jeanne Verette
- C.J. Lionel : Roul Verette

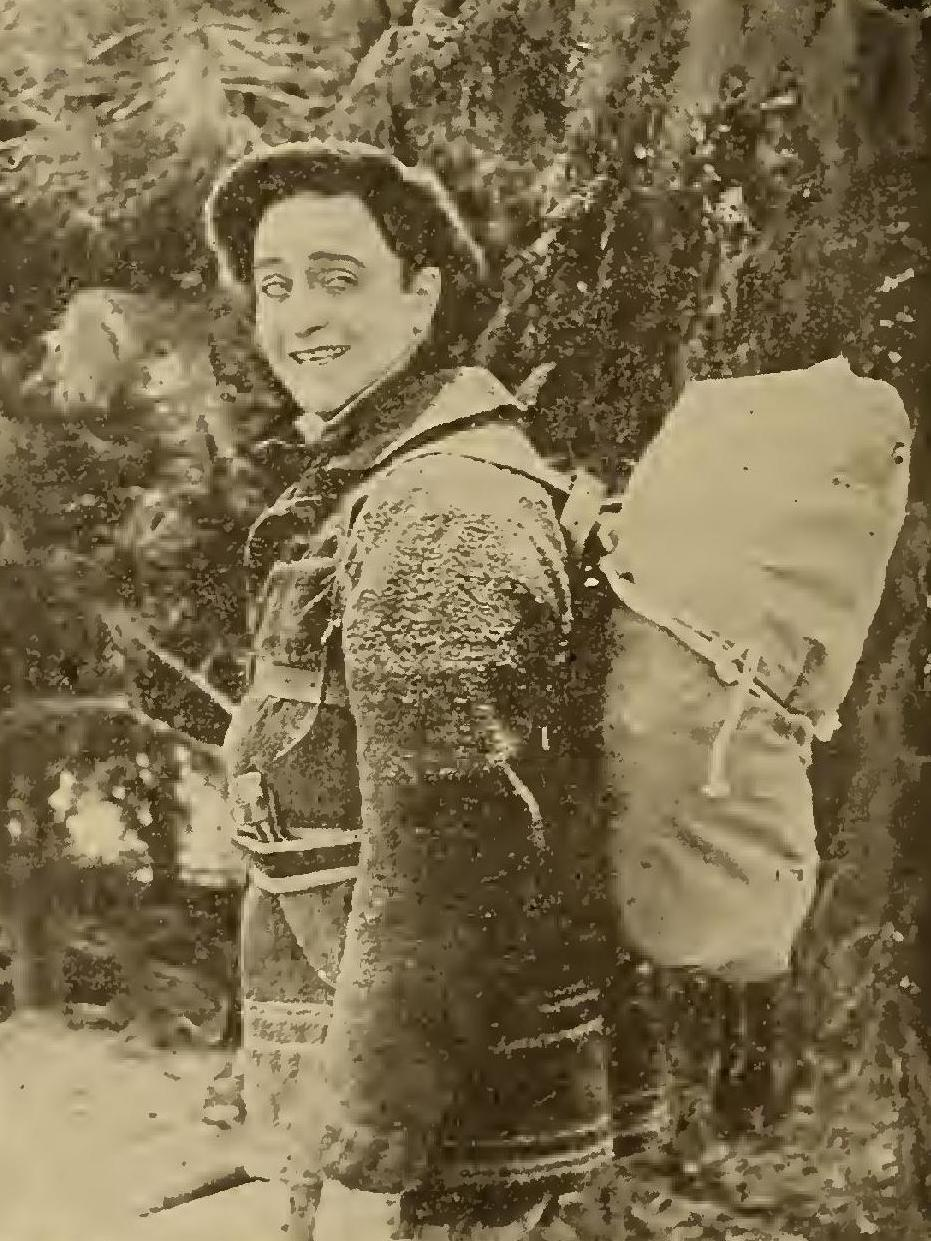
Jack Gardner dans une scène du film.

- Carl Stockdale : Constable McKenzie